# Saint-Ulphace
Saint-Ulphace är en kommun i departementet Sarthe i regionen Pays de la Loire i nordvästra Frankrike. Kommunen ligger i kantonen Montmirail som tillhör arrondissementet Mamers. År 2022 hade Saint-Ulphace 223 invånare.

## Befolkningsutveckling
Antalet invånare i kommunen Saint-Ulphace
| Referens: INSEE |